# Monster (pel·lícula)
 Monster és el primer llargmetratge dirigit per Patty Jenkins el 2003.
Aquesta pel·lícula relata de manera novel·lada la vida d'Aileen Wuornos i ha estat doblada al català.

## Argument
Aileen (Charlize Theron) sobreviu des de fa anys prostituint-se.
Un dia, coneix Selby (Christina Ricci) en un bar, una jove lesbiana una mica immadura, de la qual aviat s'enamora.
Les dues noies intenten llavors eludir el seu dia a dia: Selby vol escapar-se d'una família rígida i invasora i Aileen desitja trobar feina.
Tanmateix, perquè la situació financera no és fàcil, Aileen torna a prostituir-se.
Una nit, és atacada per un client i ella el mata in extremis.
Un primer crim.
Altres, després, seguiran...

## Repartiment
- Charlize Theron: Aileen Wuornos
- Christina Ricci: Selby Wall
- Bruce Dern: Thomas
- Pruitt Taylor Vince: Gene
- Scott Wilson: Horton Rohrbach
- Lee Tergesen: Vincent Corey
- Annie Corley: Donna Tentler

## Rebuda
Monster va rebre crítiques elogioses als països anglòfons: al lloc Rotten Tomatoes, obté un 82% d'opinions favorables amb 150 comentaris positius i 33 comentaris negatius i una nota mitjança de 7.2 i al lloc Metacritic, una mitjana de 74 sobre 100 basat en 35 comentaris positius i 5 comentaris poc positius. La majoria de la crítica saluda l'actuació de Charlize Theron.

## Premis i nominacions

### Premis
- 2004. Os de Plata a la millor interpretació femenina per a Charlize Theron
- 2004. Oscar a la millor actriu per a Charlize Theron
- 2004. Globus d'Or a la millor actriu dramàtica per a Charlize Theron

### Nominacions
- 2004. Os d'Or
- 2004. BAFTA a la millor actriu per a Charlize Theron

## Anècdotes
- Charlize Theron i Christina Ricci es van engreixar respectivament 13,5 quilos i 4,5 quilos per fer el seu paper.
- Aileen Wuornos va permetre a Patty Jenkins llegir un centenar de cartes personals.
- Charlize Theron va rebre l'Oscar a la millor actriu el 29 de febrer de 2004, data de l'aniversari d'Aileen Wuornos.
- La paraula «fuck» i les seves variants són repetides 189 vegades.
- Adaptació d'un èxit que havia sacsejat Amèrica en els anys 1980.

## Banda original
Brian Transeau anomenat BT va compondre la banda original de la pel·lícula, heus aquí els títols :
1. Childhood Montage
2. Girls Kiss (Hooking 1)
3. The bus Stop
4. Turning Tricks
5. First Kill
6. Job Hunt
7. Bad Cop
8. Call me daddy
9. I don't like rough
10. Ferris wheel (Love theme)
11. Ditch the car (selby discovers)
12. Madman speech
13. Cop Killing
14. News On TV
15. Courtroom

Música sentida a la pel·lícula :
- Duran Duran: All She Wants Is
- A Flock Of Seagulls: Space Age Love Song
- Peaches & Herb: Shake Your Groove thing
- Blondie: Tide Is High
- INXS: What You Need
- Searchers: Sugar and Spice
- Peter Surdoval & Al Gross: Secret Crush On You
- Chemical Brothers: Where Do I Begin
- Molly Hatchet: Flirtin' With Disaster
- Tommy James and the Shondells: Crimson and Clover
- REO Speedwagon: Keep On Lovin' You
- Joan Jett and The Blackhearts: Do you Wanna Touch Me (Oh Yeah)
- Molly Pasutti: Crazy Girl
- Humble Pie: A Road Runner: Road Runner's 'G' Jam
- Humble Pie: Sweet Peace and Time
- Journey: Don't Stop Believin